# Bilharz (månekrater)
Bilharz er et nedslagskrater på Månen. Det befinder sig på Månens forside i den østlige del af Mare Fecunditatis, og det er opkaldt efter den tyske læge Theodor Bilharz (1825 – 1862).
Navnet blev officielt tildelt af den Internationale Astronomiske Union (IAU) i 1935.
Observation af krateret rapporteredes første gang i 1834 af Johann Heinrich von Mädler.
Før det blev omdøbt af IAU, hed dette krater "Langrenus F".

## Omgivelser
Bilharzkrateret er det største af en tætligende samling på tre kratere, hvoraf Atwoodkrateret ligger øst for og Naonobukrateret mod nordøst. Imod sydøst ligger det fremtrædende Langrenuskrater.

## Karakteristika
Kraterets indre overflade er blevet "oversvømmet" af basaltisk lava, hvilket har efterladt bunden flad uden særlige træk. Der er ingen central top i kratermidten og kun lidt som har påvirket kraterets indre bortset fra få småkratere. Den ydre rand er forblevet cirkulær og er kun lidt nedslidt.

## Måneatlas
- Billeder af Bilharzkrateret i LPI-måneatlasset